# ایگدراسیل

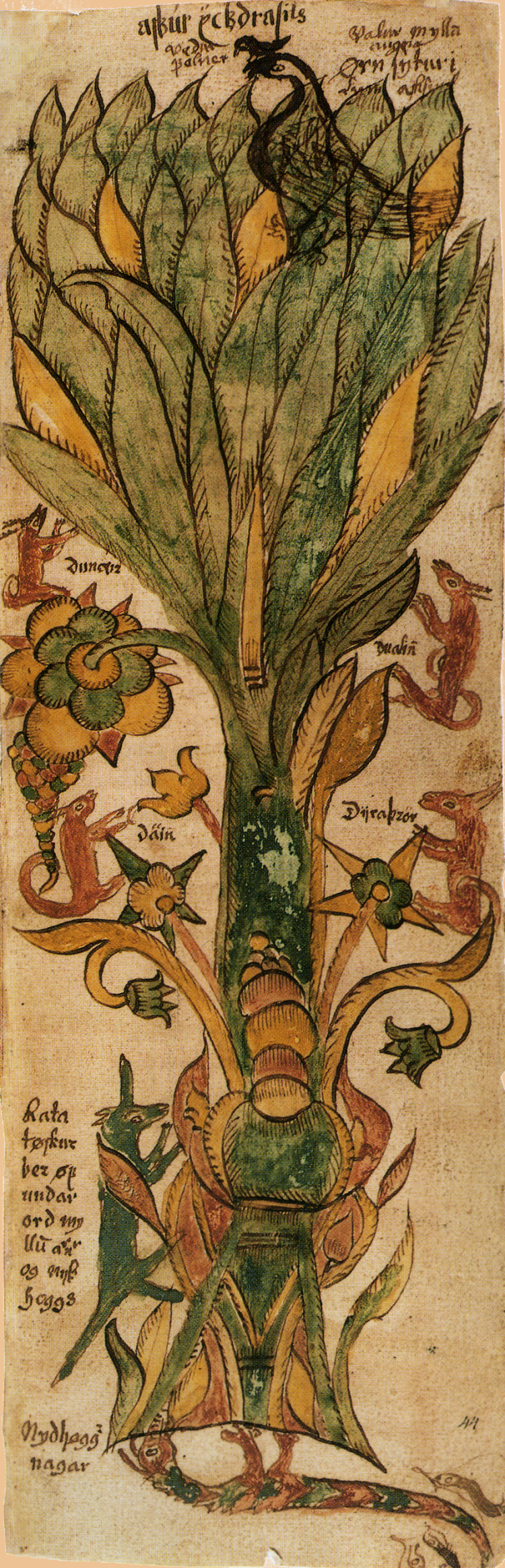
ایگدراسیل، درخت جهان در اساطیر اسکاندیناوی

ایگدراسیل یا یگدراسیل (به انگلیسی: Yggdrasil) درخت جهان در اساطیر اسکاندیناوی (نورس)، که شاخه‌های آن تکیه‌گاه مرکزی کیهان به‌شمار می‌رفت. درخت زبان گنجشکی که نُه عالم جهان وایکینگ‌ها بر آن قرار گرفته‌اند و در اساطیر آن‌ها جایی خاص دارد. نام‌های دیگر ایگدراسیل عبارت‌اند از: آسک ایگدراسیل، چوب هودمیمیر، لائراد و اسب اودین.
در اساطیر اسکاندیناوی، ایگدراسیل که به معنای «اسب آن یگانه هراس‌انگیز» است، و درخت جهانی نیز نامیده می‌شود، درخت زبان گنجشک عظیمی است که همه قسمت‌های جهان (جهان اسطوره‌ای اسکاندیناوی نُه بخش دارد) را به هم پیوند داده و حفاظت می‌کند. ایگدراسیل ریشه‌های متعدد و طولانی دارد که ما تنها از محل سه ریشه آن با خبریم:
یک ریشه در آسگارد است و در زیر آن چاه سرنوشت، اورداربرونر، قرار دارد که نورن‌ها از آن مراقبت و نگهبانی می‌کنند. دومین ریشه، به یوتون‌هایم می‌رسد که در چاه خرد، میمیزبرونر، نفوذ کرده بود، جایی که اودین در بازگشت از آن به خاطر نوشیدن آب، یکی از چشم‌هایش را در آنجا رها کرده بود؛ و اما سومین ریشه شناخته شده ایگدراسیل، در نیفل‌هایم و بر فراز چاهی است که به هورگلمیر مشهور است و گفته شده که رودخانه‌های بسیاری از آن سرچشمه می‌گیرند.

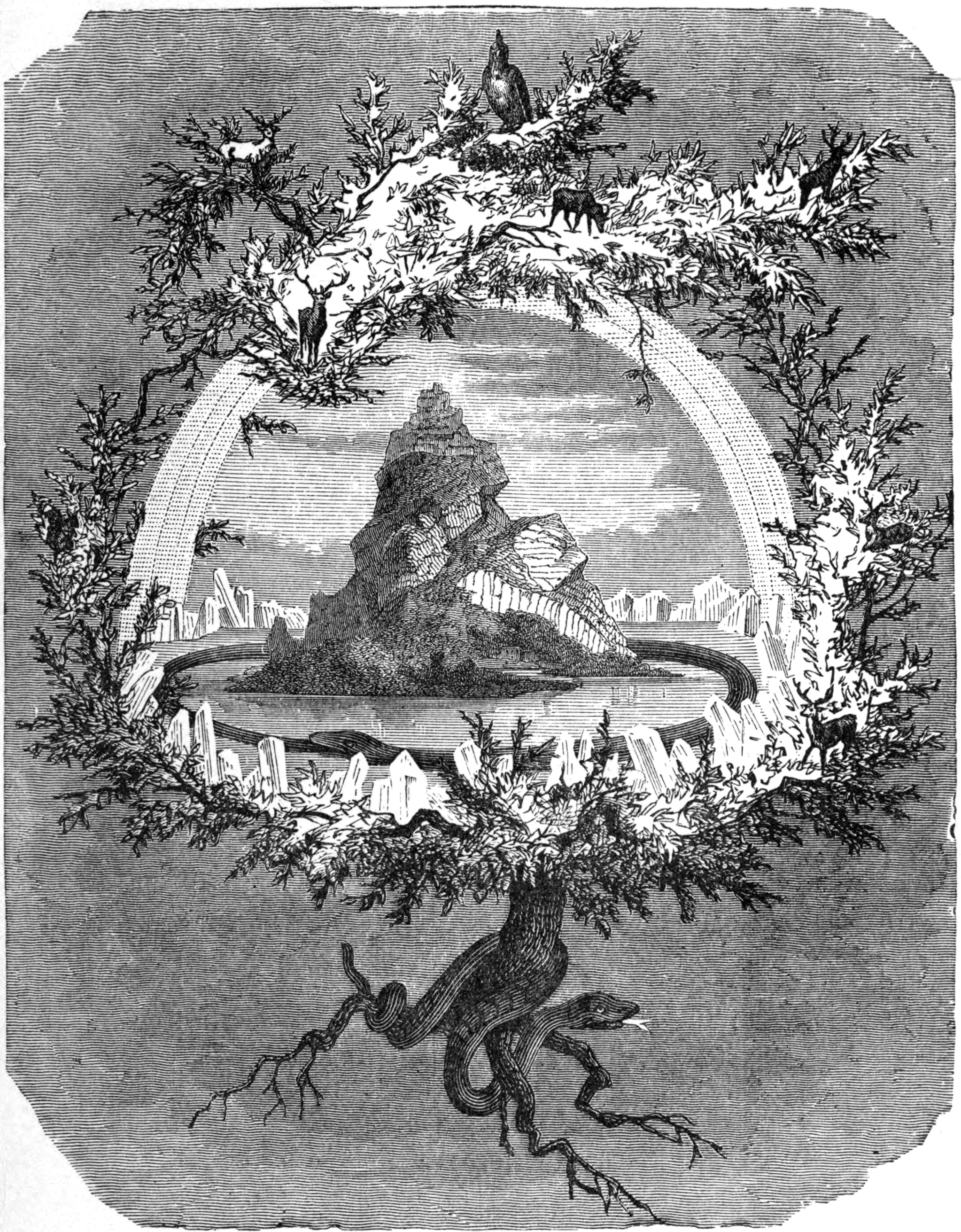
درخت جهان ایگدراسیل و برخی از ساکنان آن، اثر فردریش ویلهلم هاینه (۱۸۸۶)

خطرات متعددی همواره ایگدراسیل را تهدید می‌کنند؛ چهار گوزن (در بعضی نسخه‌ها چهار اسب) در میان شاخه‌های ایگدراسیل زندگی می‌کنند که دائماً جوانه‌ها و برگ‌های درخت را می‌جوند. این چهار گوزن نماد و سمبلی از چهار باد (باز هم در بعضی نسخه‌ها چهار فصل) هستند.
یک سنجاب (یا موش خرما) به نام راتاتوسکر هم در میان شاخه‌های درخت زندگی می‌کند. همین‌طور ویدوفنیر که یک افعی است و خروسی طلایی که بر روی بلندترین شاخه درخت لانه کرده‌است.
ریشه‌های درخت نیز توسط افعی‌های نیفل‌هایم یعنی، نیهوگر، گراباک، گرافوولوث، گوین و موین جویده می‌شوند. این درخت عظیم‌الجثه به آفریدگانی که در زیر آن به سر می‌بردند، غذا می‌داد، اما در کنار حفاظت و دستگیری از جهان، درخت مزبور نماد حیواناتی بود که درون آن می‌زیستند و می‌گفتند از اندوه و مصائب تلخ عذاب می‌کشد.
گفته شده که در راگناروک، سورت، هیولای آتشین و فرمانروای موسپل‌هایم، ایگدراسیل را به آتش می‌کشد. طبق برخی روایات، درخت از این آتش‌سوزی نجات می‌یابد و نه تنها خود درخت بلکه دو انسان به نام‌های لیف و لیفتراسیر که درون آن مأوا گرفته‌اند زنده می‌مانند تا در جهانی که پس از راگناروک خلق می‌شود به زندگی ادامه دهند.

## نام‌‍شناسی
معنای عمومی پذیرفته‌شده ایگدراسیل در اسکاندیناوی قدیم «اسب اودین» به معنای چوبه دار است. این تعبیر به این دلیل است که دراسیل (drasill) به معنای «اسب» و ایگ (Ygg(r)) یکی از نام‌های اودین است. ادای منظوم هاوامال شرح می‌دهد که چگونه اودین با آویزان شدن از یک درخت خود را قربانی کرد و درخت را چوبه دار خود ساخت. درخت اشاره شده ممکن است همان ایگدراسیل بوده باشد. «اسب آویزان» یک چوبه دار است و بنابراین چوبه دار اودین ممکن است به عبارت «اسب اودین» تبدیل شده باشد که بعدتر نام درخت شده است.
نظرات دانشمندان در مورد معنای دقیق نام ایگدراسیل متفاوت است، در این مورد که آیا ایگدراسیل نام خود درخت است یا فقط اصطلاح اسکر ایگدراسیل (askr Yggdrasil)، که در آن askr در اسکاندیناوی قدیم به‌معنای «درخت زبان گنجشک» است. بر اساس این تعبیر، اسکر ایگدراسیلس به‌معنای درخت جهانی است که «اسب خدای برتر [اودین] بر آن بسته شده است». هر دوی این ریشه‌شناسی‌ها بر یک ایگسدراسیل فرضی اما تأیید‌نشده تکیه می‌کنند.